# Кириллов, Михаил Михайлович (хоккейный судья)
Михаил Михайлович Кириллов (25 августа 1931) — советский хоккейный судья всесоюзного и международного уровня (оба статуса получил в 1966 году), а также токарь.

## Биография
Родился 25 августа 1931 года.
С детства играл в хоккей с шайбой в дворовых командах Ленинграда.
Судейством занимался с 1957 года, а с 1963 по 1973 год судил игры высшей лиги. С 1966 по 1971 год входил в список лучших хоккейных судей СССР.
В 1971 году решил закончить судейскую карьеру и был принят на работу на завод Северный пресс, где обучился токарному делу и впоследствии там же работал токарем.